# ブリガディアジェラード
ブリガディアジェラード（Brigadier Gerard）はイギリスの競走馬である。デビュー以来無敗の15連勝を達成したイギリスの国民的アイドルホース。
名前はアーサー・コナン・ドイルの歴史小説の主人公、ジェラール准将（旅団長）からつけられたものである。
タイムフォーム誌による世界の名馬100選において3位に選定されている。またブリティッシュ・チャンピオンズシリーズ名誉の殿堂にも入っている。

## 生涯

### 競走馬時代

#### 2歳時（1970年）
ブリガディアジェラードは1970年6月24日にニューベリー競馬場で行われたパークシャーステークス（芝5ハロン）でデビューした。ブリガディアジェラード以外の4頭の出走馬はいずれもレースでの勝利経験のある馬で、ブリガディアジェラードの人気は5頭中5番人気であったが最後方から追い込み、2着馬に5馬身の着差をつけて優勝した。7月と8月にも芝6ハロンのレースを勝ち、10月にミドルパークステークスに出走した。このレースでもブリガディアジェラードは後方から追い込んで勝利を収めたが、この年のイギリス2歳戦線ではミルリーフとマイスワローに注目が集まっており、「2頭の留守を狙ってミドルパークステークスを勝った」といった程度の評価しか得ることができなかった。ブリガディアジェラードはこの年のシーズンを4戦4勝と負けなしで終えたものの、ジョッキークラブが作成した2歳フリーハンデでの評価は1敗を喫した2位ミルリーフ（132ポンド）よりも下の3位・131ポンドというものであった（第1位はマイスワロー（133ポンド））。

#### 3歳時（1971年）
1971年5月1日、ブリガディアジェラードは前哨戦を走ることなくイギリスクラシック三冠第1戦の2000ギニーに出走した。ブリガディアジェラードの人気はミルリーフ、マイスワローに次ぐ3番人気であったが、レースでは2頭を後方から差し切り、2着のミルリーフに3馬身の着差をつけて優勝した。ブリガディアジェラードはイギリスクラシック三冠第2戦のダービーステークスには出走せず、セントジェームズパレスステークス、サセックスステークス、グッドウッドマイル、クイーンエリザベス2世ステークスと6月から9月にかけて芝1マイルのレースを4連勝した。10月には初めて芝10ハロンのレース（チャンピオンステークス）に出走し、2着リアリティの追い上げをアタマ差凌いで優勝。6戦6勝の成績でこの年のシーズンを終えた。なお、この年にジョッキークラブが発表した3歳フリーハンデでは2000ギニーで破ったミルリーフが1位（133ポンド）で、ブリガディアジェラードは2位（129ポンド）であった。

#### 4歳時（1972年）
1972年、ブリガディアジェラード陣営は目標をエクリプスステークスに置いた。このレースには前年のヨーロッパ年度代表馬に選出されたミルリーフも出走を表明しており、2000ギニー以来の再戦に注目が集まった。ブリガディアジェラードは5月20日にロッキンジステークス、同月29日にウエストベリーステークス、6月20日にプリンスオブウェールズステークスを勝利し、エクリプスステークスに臨んだ。ミルリーフが馬インフルエンザによる発熱が原因で出走を回避したため注目の対決が実現しなかったこのレースをブリガディアジェラードは追い込みを決めて勝利した。7月22日に出走したキングジョージ6世&クイーンエリザベスステークスはブリガディアジェラードにとって生涯初となる12ハロンのレースであったが1番人気に支持された。レースでは残り2ハロンの地点で先頭に立ってそのままゴールして優勝、デビュー以来の連勝を15に更新した。
8月15日、ブリガディアジェラードはデビュー16連勝のヨーロッパ記録（リボー・オーモンドなどが保持）をかけてベンソン&ヘッジズゴールドカップに出走。1番人気に支持されたが逃げたロベルトを交わすことができず、3馬身差の2着に敗れ、デビュー以来の連勝は15でストップした。
その後ブリガディアジェラードは前年に引き続きクイーンエリザベス2世ステークスに出走し、アスコット競馬場芝1マイルのコースレコードを更新して優勝した。凱旋門賞出走も噂されたが実現はせず、10月14日にチャンピオンステークス連覇を達成したのを最後に競走馬を引退した。この年のブリガディアジェラードの成績は8戦7勝で、イギリスの年度代表馬に選出された。

### 種牡馬時代
競走馬引退後はニューマーケットのエジャートン牧場で種牡馬となり、総額100万ポンド（1株2万5000ポンド×40株）のシンジケートが結成された。種牡馬としての成績は芳しくなく、特に同世代のミルリーフと比較すると明らかに劣った。その原因はブリガディアジェラードの実質的な所有者であるジョン・ヒスロップがシンジケートの株を譲渡する相手をどのような繁殖牝馬を所有しているかではなく自分と気が合うかどうかという観点から選んだことにあるとも言われている。主な産駒にはライトカヴァルリー（セントレジャーステークス優勝）、ヴァイラーン（チャンピオンステークス優勝）などがいる。ただしブリガディアジェラードの父系は現在も存続している。アルゼンチンに種牡馬として渡った産駒のジェネラルが活躍馬ロードアットウォー（ウォーエンブレム、パイオニアオブザナイルの母の父でもある）を出し、そのロードアットウォーがトレード先のアメリカでそのまま種牡馬入りし、そこでまずまずの成功を収めたためである。2000年のブリーダーズカップ・ターフ3着馬John's Callや、2007年のドバイゴールデンシャヒーン優勝馬ケリーズランディングなどが、いずれもセン馬ではあるが、直系の子孫である。
ブリガディアジェラードは1985年に受胎率の低下により種牡馬を引退し、1989年10月29日に心臓麻痺で死亡した。サンダウン競馬場ではブリガディアジェラードの名を冠した競走・ブリガディアジェラードステークスが施行されている。

## 主な勝鞍
- 1970年 - ミドルパークステークス
- 1971年 - 2000ギニーステークス、セントジェームズパレスステークス、サセックスステークス、グッドウッドマイル、クイーンエリザベス2世ステークス、チャンピオンステークス
- 1972年 - ロッキンジステークス、プリンスオブウェールズステークス、エクリプスステークス、キングジョージ6世&クイーンエリザベスステークス、クイーンエリザベス2世ステークス（連覇）、チャンピオンステークス（連覇）、ウエストベリーステークス

## 受賞
- 1971年 - 英最優秀マイラー
- 1972年 - 英年度代表馬

## 評価
- タイムフォーム誌の世界の名馬100選において3位に選定される。

## 血統表
| ブリガディアジェラードの血統（ペティション系（フェアウェイ系） / インクロス Fair Trial 4×4=12.5%（父内）、Fairway 5×5×5=9.38%（父内）） | ブリガディアジェラードの血統（ペティション系（フェアウェイ系） / インクロス Fair Trial 4×4=12.5%（父内）、Fairway 5×5×5=9.38%（父内）） | ブリガディアジェラードの血統（ペティション系（フェアウェイ系） / インクロス Fair Trial 4×4=12.5%（父内）、Fairway 5×5×5=9.38%（父内）） | （血統表の出典）        | （血統表の出典）   |
| 父 Queen's Hussar 1960 鹿毛 | 父の父March Past 1950 黒鹿毛 | Petition | Fair Trial              | Fair Trial         |
| 父 Queen's Hussar 1960 鹿毛 | 父の父March Past 1950 黒鹿毛 | Petition | Art Paper               |                    |
| 父 Queen's Hussar 1960 鹿毛 | 父の父March Past 1950 黒鹿毛 | Marcelette | William of Valence      | William of Valence |
| 父 Queen's Hussar 1960 鹿毛 | 父の父March Past 1950 黒鹿毛 | Marcelette | Permavon                |                    |
| 父 Queen's Hussar 1960 鹿毛 | 父の母Jojo 1950 芦毛 | Vilmorin | Gold Bridge             | Gold Bridge        |
| 父 Queen's Hussar 1960 鹿毛 | 父の母Jojo 1950 芦毛 | Vilmorin | Queen of the Meadows    |                    |
| 父 Queen's Hussar 1960 鹿毛 | 父の母Jojo 1950 芦毛 | Fairy Jane | Fair Trial              | Fair Trial         |
| 父 Queen's Hussar 1960 鹿毛 | 父の母Jojo 1950 芦毛 | Fairy Jane | Light Tackle            |                    |
| 母 La Paiva 1956 栗毛 | 母の父Prince Chevalier 1943 鹿毛 | Prince Rose | Rose Prince             | Rose Prince        |
| 母 La Paiva 1956 栗毛 | 母の父Prince Chevalier 1943 鹿毛 | Prince Rose | Indolence               |                    |
| 母 La Paiva 1956 栗毛 | 母の父Prince Chevalier 1943 鹿毛 | Chevalerie | Abbot's Speed           | Abbot's Speed      |
| 母 La Paiva 1956 栗毛 | 母の父Prince Chevalier 1943 鹿毛 | Chevalerie | Kassala                 |                    |
| 母 La Paiva 1956 栗毛 | 母の母Brazen Molly 1940 鹿毛 | Horus | Papyrus                 | Papyrus            |
| 母 La Paiva 1956 栗毛 | 母の母Brazen Molly 1940 鹿毛 | Horus | Lady Peregrine          |                    |
| 母 La Paiva 1956 栗毛 | 母の母Brazen Molly 1940 鹿毛 | Molly Adare | Phalaris                | Phalaris           |
| 母 La Paiva 1956 栗毛 | 母の母Brazen Molly 1940 鹿毛 | Molly Adare | Molly Desmond F-No.14-c |                    |